# Nigel De Brulier

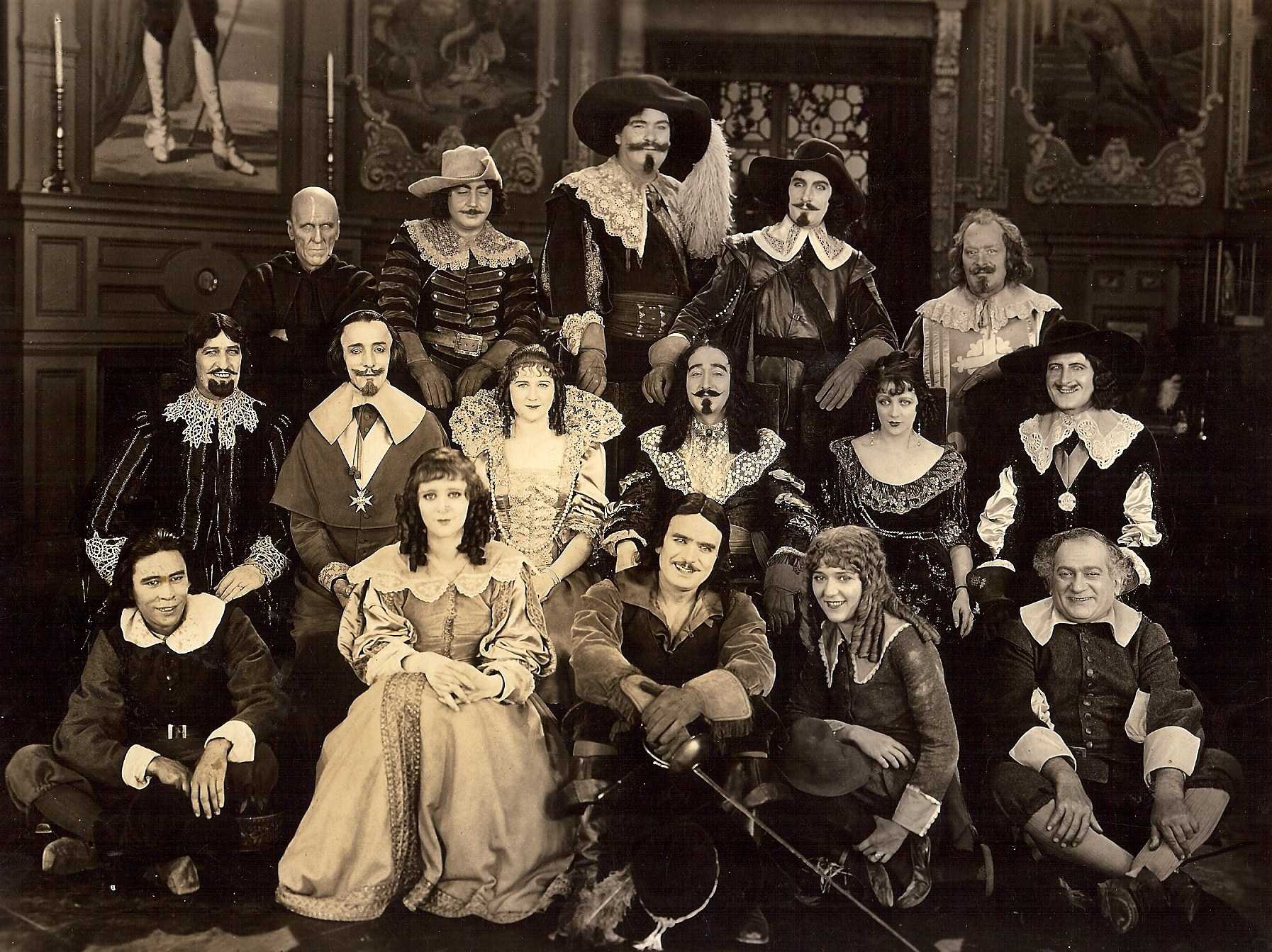
Die Besetzung von The Three Musketeers (1921); Nigel De Brulier als Kardinal Richlieu (mittlere Reihe, zweiter von links)

Nigel De Brulier (* 8. Juli 1877 in Bristol, England; † 30. Januar 1948 in Los Angeles, Kalifornien) war ein britischer Schauspieler, der zwischen 1916 und 1943 in fast 120 Filmen spielte.

## Leben und Karriere
Nigel De Brulier begann seine Karriere als Theaterschauspieler in England. Schließlich zog er in die Vereinigten Staaten und drehte dort im Jahre 1914 seinen ersten Film. Schnell wurde De Brulier zu einem erfolgreichen Charakterdarsteller, der mit seinem markanten Aussehen häufig Bischöfe, Richter oder andere Autoritätsfiguren verkörperte. Er war vor allem in Literaturverfilmungen zu sehen. In den 1920er-Jahren spielte er Nebenrollen in einigen der bedeutendsten amerikanischen Filme dieser Zeit, etwa als Bischof Claude Frollo in Der Glöckner von Notre Dame neben Lon Chaney Sr. sowie als israelischer Verwalter Simonides in der Stummfilmversion von Ben Hur. Seine bekannteste Rolle war der französische Kardinal Richelieu, den er in gleich vier Filmen spielte: Die drei Musketiere (1921), Die eiserne Maske (1929), The Three Musketeers (1935) sowie Der Mann mit der eisernen Maske (1939).
Nigel De Brulier konnte seine Karriere nach Anbruch des Tonfilmes Ende der 1920er-Jahre im Gegensatz zu vielen anderen Schauspielkollegen fortsetzen, doch seine Rollen wurden zunehmend kleiner und er wurde häufiger nicht in den Credits erwähnt. Er hatte kleinere Nebenrollen in Historienfilmen wie Flucht aus Paris, Maria von Schottland und Marie-Antoinette. 1939 verkörperte er in einem fast stummen Auftritt den entflohenen Mörder Selden im Kriminalklassiker Der Hund von Baskerville, was für De Brulier eine Abkehr von seinen ansonsten meist hochgestellten Rollenfiguren war. Seine vielleicht letzte bedeutendere Rolle hatte er 1941 als alter Zauberer Shazam mit langem, weißen Bart im Filmserial Adventures of Captain Marvel.
1943 beendete er seine Filmkarriere nach rund 120 Filmen und zog sich ins Privatleben zurück. Er starb 1948 im Alter von 70 Jahren und wurde auf dem Grand View Memorial Park Cemetery in Glendale beigesetzt.

## Filmografie (Auswahl)
- 1914: The Pursuit of the Phantom
- 1916: Reinheit (Purity)
- 1916: Intoleranz (Intolerance)
- 1917: Joan the Woman
- 1918: The Kaiser, the Beast of Berlin
- 1918: Die Träume der Mädchen (The Girl o' Dreams)
- 1919: The Mystery of 13
- 1920: Die Bettlerin von Stambul (The Virgin of Stamboul)
- 1921: Die drei Musketiere (The Three Musketeers)
- 1921: Die vier Reiter der Apokalypse (The Four Horsemen of the Apocalypse)
- 1922: Törichte Frauen (Foolish Wives)
- 1922: A Doll’s House
- 1923: Salome
- 1923: Der Glöckner von Notre Dame (The Hunchback of Notre Dame)
- 1924: Liebesurlaub einer Königin (Three Weeks)
- 1924: Der Boy aus Flandern (A Boy of Flanders)
- 1925: Ben Hur (Ben-Hur: A Tale of the Christ)
- 1926: Wien bleibt Wien (The Greater Glory)
- 1926: Don Juan
- 1927: Der Bettelpoet (The Beloved Rogue)
- 1927: Flügel aus Stahl (Wings)
- 1927: Die Welt in Flammen (The Patent Leather Kid)
- 1927: Hingabe (Surrender)
- 1927: Meine beste Freundin (My Best Girl)
- 1927: Douglas Fairbanks, der Gaucho (The Gaucho)
- 1928: Die Liebschaften einer Schauspielerin (Loves of an Actress)
- 1928: Me, Gangster
- 1928: Die Verschwörer (Two Lovers)
- 1928: Die Arche Noah (Noah’s Ark)
- 1928: Die rote Tänzerin von Moskau (The Red Dance)
- 1929: Die eiserne Maske (The Iron Mask)
- 1930: The Green Goddess
- 1930: Jenseits des Lebens (Redemption)
- 1930: Moby Dick
- 1931: Der Sohn des Rajah (Son of India)
- 1932: Rasputin: Der Dämon Rußlands (Rasputin and the Empress)
- 1933: Ich bin kein Engel (I’m No Angel)
- 1934: Die Rothschilds (The House of Rothschild)
- 1934: Schrei der Gehetzten (Viva Villa!)
- 1935: Charlie Chan in Ägypten (Charlie Chan in Egypt)
- 1935: The Three Musketeers
- 1935: Flucht aus Paris (A Tale of Two Cities)
- 1936: Der Rächer (Robin Hood of El Dorado)
- 1936: San Francisco
- 1936: Maria von Schottland (Mary of Scotland)
- 1936: Der Garten Allahs (The Garden of Allah)
- 1937: Zorros schwarze Peitsche (Zorro Rides Again)
- 1938: Marie-Antoinette
- 1939: Der Hund von Baskerville (The Hound of the Baskervilles)
- 1939: Zenobia, der Jahrmarktselefant (Zenobia)
- 1939: Der Mann mit der eisernen Maske (The Man in the Iron Mask)
- 1939: Aufstand im Zuchthaus (Mutiny in the Big House)
- 1939: Der Henker von London (Tower of London)
- 1940: Tumak, der Herr des Urwalds (One Million B.C.)
- 1941: Adventures of Captain Marvel (Serial)
- 1943: The Adventures of Smilin’ Jack
- 1943: Tonight We Raid Calais